# Оксибазис
Оксибазис (лат. Oxybasis) — род растений семейства Амарантовые (Amaranthaceae), распространенный по всей Земле.

## Ботаническое описание
Однолетние травянистые растения. Стебель обычно ветвистый в основании. Листья цельнокрайние, волнистые, зубчатые или лопастные.
Терминальные цветки обычно обоеполые, боковые иногда пестичные; собраны в компактные соцветия. Листочков околоцветника 2—5, белоплёнчатые. Тычинок 1—5. Стилодиев 2. Семена мелкие, красные или чёрные.

## Виды
Род включает 13 видов:
- Oxybasis ambigua (R.Br.) de Lange & Mosyakin
- Oxybasis amurensis (Ignatov) Mosyakin & de Lange — Оксибазис амурский
- Oxybasis antarctica (Hook.f.) Mosyakin
- Oxybasis chenopodioides (L.) S.Fuentes, Uotila & Borsch — Оксибазис маревидный
- Oxybasis glauca (L.) S.Fuentes, Uotila & Borsch — Оксибазис сизый
- Oxybasis gubanovii (Sukhor.) Sukhor. & Uotila — Оксибазис Губанова
- Oxybasis macrosperma (Hook.f.) S.Fuentes, Uotila & Borsch
- Oxybasis mexicana (Moq.) Sukhor.
- Oxybasis micrantha (Trautv.) Sukhor. & Uotila — Оксибазис мелкоцветковый
- Oxybasis parodii (Aellen) Mosyakin & de Lange
- Oxybasis rubra (L.) S.Fuentes, Uotila & Borsch — Оксибазис красный
- Oxybasis ×schulzeana (Murr) Mosyakin
- Oxybasis urbica (L.) S.Fuentes, Uotila & Borsch — Оксибазис городской